# ベルリンファイル
『ベルリンファイル』（原題：베를린）は、2013年公開の韓国映画。監督・脚本はリュ・スンワン、主演はハ・ジョンウ。

## ストーリー
韓国国家情報院員のジンス（ハン・ソッキュ）はベルリン市内で行われるアラブ系組織と北朝鮮諜報員のジョンソン（ハ・ジョンウ）との武器取引の現場を監視していたが、現場に突入する際にジョンソンに逃げられてしまう。一方、ジョンソンも韓国側に情報が漏れていたことに不安を抱き、内通者の存在を疑い始める。そんな中、ベルリン北朝鮮大使館のリ・ハクス大使（イ・ギョンヨン）は、平壌から派遣された保安観察員トン・ミョンス（リュ・スンボム）から、大使館に勤める通訳官でジョンソンの妻リョン・ジョンヒ（チョン・ジヒョン）が二重スパイだという情報を入手する。上司であるハクスから妻の調査を命じられたジョンソンは、ショックを受けながらも彼女への監視と尾行を開始する。

## キャスト
※括弧内は日本語吹替
- ピョ・ジョンソン：ハ・ジョンウ（桐本琢也）
- チョン・ジンス：ハン・ソッキュ（池田秀一）
- リョン・ジョンヒ：チョン・ジヒョン（小林沙苗）
- トン・ミョンス：リュ・スンボム（保村真）
- チョン・ワデ調査官：クァク・ドウォン
- 北朝鮮大使館秘書：キム・ソヒョン
- 北朝鮮護衛：ペ・ジョンナム
- リ・ハクス：イ・ギョンヨン（堀内賢雄）